# Площадь Колизея

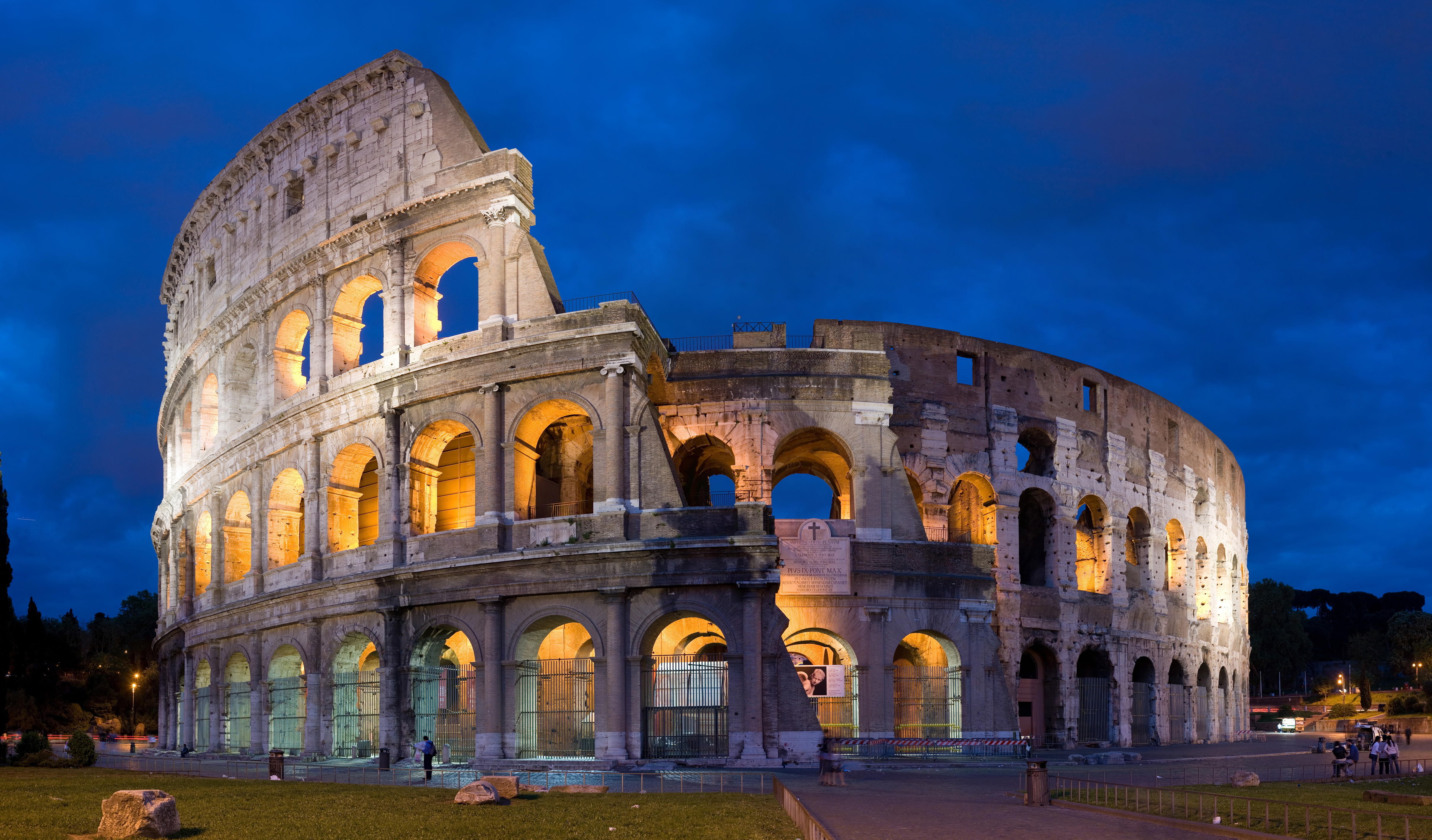
Площадь Колизея вечером

Площадь Колизея (итал. Piazza del Colosseo) — площадь в центре Рима между Виа дей Фори Империали и Виа Клаудиа. Расположена на границе районов Монти, Кампителли и Челио. До площади можно добраться со станции метро «Колоссео» линии Би Римского метрополитена.
Площадь названа по находящемуся в центре Колизею и занимает место пруда, относившегося к Золотому дому Нерона. До 1930-х годов на площади оставались фрагменты античного фонтана Мета суданс и основания Колосса Нерона, которые были окончательно разрушены в ходе работ по постройке Виа дей Фори Империали. Рядом с площадью расположены Триумфальная арка Константина, Храм Венеры и Ромы на Римском форуме и остатки гладиаторской арены Ludus Magnus.